# Другие люди
«Другие люди» (англ. Other People) — американский комедийно-драматический фильм режиссёра и сценариста Криса Келли. Главные роли в фильме исполнили Джесси Племонс, Молли Шеннон, Брэдли Уитфорд, Мод Апатоу, Мэдисен Бити, Джон Эрли, Зак Вудс, Дж. Дж. Тота и Джун Скуибб.
Премьера фильма состоялась на кинофестивале «Сандэнс» 21 января 2016 года, после чего он вышел в ограниченном прокате на территории Северной Америки и сервисе Netflix 9 сентября 2016 года.

## Сюжет
Дэвид переезжает назад в Сакраменто, чтобы позаботиться о своей матери, Джоэнн, находящейся на продвинутой стадии лейомиосаркомы. Пребывание дома осложняется его консервативной семьёй, а также отказом отца принять его сексуальную ориентацию десять лет спустя каминг-аута. Пока Джоэнн проходит курс химиотерапии, каждый из членов семьи справляется с неизбежной потерей по-своему.

## Актёрский состав
- Джесси Племонс — Дэвид
- Молли Шеннон — Джоэнн
- Брэдли Уитфорд — Норман
- Мод Апатоу — Александра
- Мэдисен Бити — Ребекка
- Джон Эрли — Гейб
- Зак Вудс — Пол
- Пол Дули — Ронни
- Джун Скуибб — Рут-Энн
- Дж. Дж. Тота — Джастин
- Ретта — Нина
- Мэтт Уолш — Стив
- Пола Пелл — тётя Патти
- Колтон Данн — Дэн
- Николь Байер — Чарли
- Леннон Парэм — Вики
- Роуз Абду — Энн
- Д’Арси Карден — Джессика
- Дрю Тарвер — Крейг

## Производство
Фильм был основан на смерти матери Келли в 2009 году. Он преднамеренно началом фильма сцену со смертью персонажа Молли Шеннон, поскольку «не хотел, чтобы фильм был о том, умрёт она или нет», также отметив, что это задало тон всему оставшемуся фильму. На ранних стадиях переговоров роль Джоэнн должна была исполнить Сисси Спейсек. Молли Шеннон была первым выбором Келли, однако менеджеры выразили сомнение, что такой вариант возможен.

## Релиз
Мировая премьера фильма состоялась 21 января 2016 года на кинофестивале «Сандэнс». В феврале 2016 года права на фильм приобрёл стриминговый сервис Netflix, тогда как компания Vertical Entertainment приобрела права на показ фильма в кинотеатрах Северной Америки для участия в сезоне наград. Фильм вышел в прокат 9 сентября 2016 года.

## Принятие

### Отзывы критиков
Фильм получил положительные отзывы критиков. На интернет-агрегаторе Rotten Tomatoes он имеет рейтинг 85 % на основе 59 рецензий. Metacritic дал фильму 67 баллов из 100 возможных на основе 24 рецензий, что соответствует статусу «преимущественно положительные отзывы».

### Награды и номинации
| Ассоциация                         | Год  | Категория                                       | Номинант(-ы)                                   | Результат |
| ---------------------------------- | ---- | ----------------------------------------------- | ---------------------------------------------- | --------- |
| «AARP Movies for Grownups»         | 2017 | Лучшая женская роль второго плана               | Молли Шеннон                                   | Номинация |
| «Awards Circuit Community»         | 2016 | Лучшая женская роль второго плана               | Молли Шеннон                                   | Номинация |
| «Независимый дух»                  | 2017 | Лучший дебютный фильм                           | Крис Келли, Сэм Бисби, Адам Скотт, Наоми Скотт | Номинация |
| «Независимый дух»                  | 2017 | Лучшая мужская роль                             | Джесси Племонс                                 | Номинация |
| «Независимый дух»                  | 2017 | Лучшая женская роль второго плана               | Молли Шеннон                                   | Победа    |
| «Независимый дух»                  | 2017 | Лучший дебютный сценарий                        | Крис Келли                                     | Номинация |
| «Дориан»                           | 2017 | ЛГБТК-фильм года                                | «Другие люди»                                  | Номинация |
| «Дориан»                           | 2017 | Недооценённый фильм года                        | «Другие люди»                                  | Номинация |
| «ГЛААД»                            | 2017 | Лучший фильм, выпущенный в ограниченном прокате | «Другие люди»                                  | Победа    |
| «Gold Derby»                       | 2017 | Лучшая женская роль второго плана               | Молли Шеннон                                   | Номинация |
| Кинофестиваль в Нантакете          | 2016 | Лучший игровой фильм                            | «Другие люди»                                  | Победа    |
| Кинофестиваль «Сандэнс»            | 2016 | Гран-при за лучший драматический фильм          | «Другие люди»                                  | Номинация |
| Ассоциация кинокритиков Вашингтона | 2016 | Лучшая женская роль второго плана               | Молли Шеннон                                   | Номинация |